# Mytel
Mytel là một nhà mạng viễn thông có trụ sở chính tại Yangon, Myanmar. Dự án là sự hợp tác giữa Quân đội Myanmar và Viettel, được sở hữu bởi Bộ Quốc phòng của Việt Nam. Đến năm 2019, Mytel trở thành nhà mạng lớn thứ ba tại thị trường này khi chiếm hơn 14% thị phần viễn thông. Đến nay, Mytel trở thành nhà mạng lớn nhất Myanmar với mức tăng trưởng 79%. Mytel có số thuê bao sử dụng 4G nhiều nhất, có số thuê bao nhiều nhất,sở hữu đường cáp quang dài nhất và là nhà mạng có doanh thu lớn nhất Myanmar. Tuy nhiên, Mytel từng bị xem là nguồn doanh thu lớn của quân đội Myanmar.
Đây là nhà mạng đầu tiên triển khai hạ tầng 4G và 5G đầu tiên tại thị trường này.

## Sự kiện
2018 - Mytel chính thức được triển khai tại Myanmar;
5/2018 - Chiếm 14% thị phần viễn thông, trở thành nhà mạng lớn thứ ba tại đây;
8/2019 - Lần đầu tiên triển khai 4G tại thị trường này;

## Biểu tình Myanmar 2021
Do cuộc Đảo chính Myanmar 2021, nhiều người Myanmar đã tiến hành chiến dịch tẩy chay quy mô lớn nhắm vào các mặt hàng do quân đội Myanmar đứng tên. Do Viettel có liên hệ chặt chẽ với quân đội Myanmar thông qua dịch vụ Mytel, Viettel bị đối mặt với tẩy chay không chính thức, khi người biểu tình ở Myanmar tiến hành bẻ sim Mytel cũng như là các nhân viên Mytel đình công để phản đối nền quân trị; Viettel bác bỏ cáo buộc đứng ra đằng sau một chiến dịch bôi nhọ đối thủ và người biểu tình có chủ đích.